# Московско-Казанская железная дорога
Московско-Казанская железная дорога (до 1891 года — Московско-Рязанская железная дорога, до 1863 года — Саратовская железная дорога) — железная дорога в Российской империи, построенная на средства частного капитала — Общества Московско-Рязанской (а позже Казанской) железной дороги в 1864—1918 годах. Была начата одним из первопроходцев железнодорожного строительства в России Карлом Фёдоровичем фон Мекком, проложена по территориям Московской, Рязанской, Тамбовской, Пензенской, Симбирской, Казанской губерний, а доведена до Оренбурга уже его сыном, Николаем Карловичем, который занимал пост председателя правления дороги с 1 мая 1892 года и до её национализации. Во время правления последнего протяжённость этой самой крупной в Российской империи частной железной дороги увеличилась в тринадцать раз.

## История
В 1859 года для сооружения железной дороги между Москвой и Саратовом учреждается «Общество Саратовской железной дороги». Общество пользовалось поддержкой как крупных промышленников, так и Императора Александра II. Среди акционеров Общества были великие князья Александр, Владимир и Алексей. На первом этапе строиться должен был участок Москва — Коломна, протяжённостью 117,2 версты. Строительство было начато в 1860 году и завершено всего за два года, в чём основная заслуга, по мнению современников, принадлежала главному секретарю общества Павлу фон Дервизу и его ближайшему помощнику фон Мекку. Однако на этом средства Общества исчерпались и в 1863 году оно обанкротилось.
Однако уже в 1863 году вместо него было учреждено «Общество Московско-Рязанской железной дороги», которое фон Дервиз возглавил уже в качестве председателя правления — и привлёк фон Мекка к строительству дороги от Коломны до Рязани в качестве главного подрядчика. Новое общество ограничивалось сооружением и эксплуатацией линии до Рязани. Участок от Коломны до Рязани начали строить весной 1863 года, а уже 29 апреля (12 мая) 1864 по дороге прошёл первый пробный поезд. На другой день по трассе от Рязани до Оки совершил поездку главный инспектор российских железных дорог барон Дельвиг. К исходу лета практически всё было готово и 26 августа (8 сентября) 1864 состоялось официально открытие всего пути.
В 1891 году утверждено дополнение к уставу: общество меняет название на «Общество Московско-Казанской железной дороги» и обязуется продлить линию до Казани без строительства моста через Волгу. Первый железнодорожный мост через Волгу (Александровский) был построен в 1880 г.
В 1893 году было открыто движение от Рязани до Сасово. В 1894 году линия доведена до Казани, были открыты два последних участка разделённые Волгой: Сасово — Рузаевка — Шихраны — Свияжск и Зелёный Дол — Казань. Между станциями Свияжск и Зеленый Дол через Волгу работала паромная переправа.
В 1897 году открыта линия Рузаевка — Инза — Сызрань.
В 1901—1903 годах строится ответвление от Ромоданово через Арзамас до Нижнего Новгорода.
На 1909 год дорога была одноколейной. 
В 1909—1912 годах строится «спрямление» Люберцы — Муром — Арзамас — Сергач — Шихраны. 2 сентября 1912 года торжественно открыт железнодорожный мост через Оку близ Мурома. 11 июля 1913 года торжественно открыт «Романовский» мост через Волгу.
В 1915—1918 годах: Казань — Сарапул — Красноуфимск — Екатеринбург.
На 1913 год в подвижном составе дороги было 523 паровоза, 14 994 товарных и 536 пассажирских вагонов. Протяжённость дороги в 1913 году составляла 2606 км (2443 версты).
В сентябре 1918 года дорога была национализирована и передана в ведение Наркомата путей сообщения.

## Линии
Главные линии:
- Москва — Рязань — Рузаевка — Шихраны — Свияжск — Казань
- Люберцы — Муром — Арзамас — Шихраны

Ответвления:
- Воскресенск — Егорьевск
- Голутвин — Озёры
- Перово — Бойня — Симоново
- Луховицы — Зарайск
- Нижегородская: Тимирязево — Арзамас — Нижний Новгород.
- Сызранская: Рузаевка — Инза — Сызрань
- Симбирская[6]: Инза — Симбирск I
- Пензенская: Рузаевка — Пенза

### Вокзалы

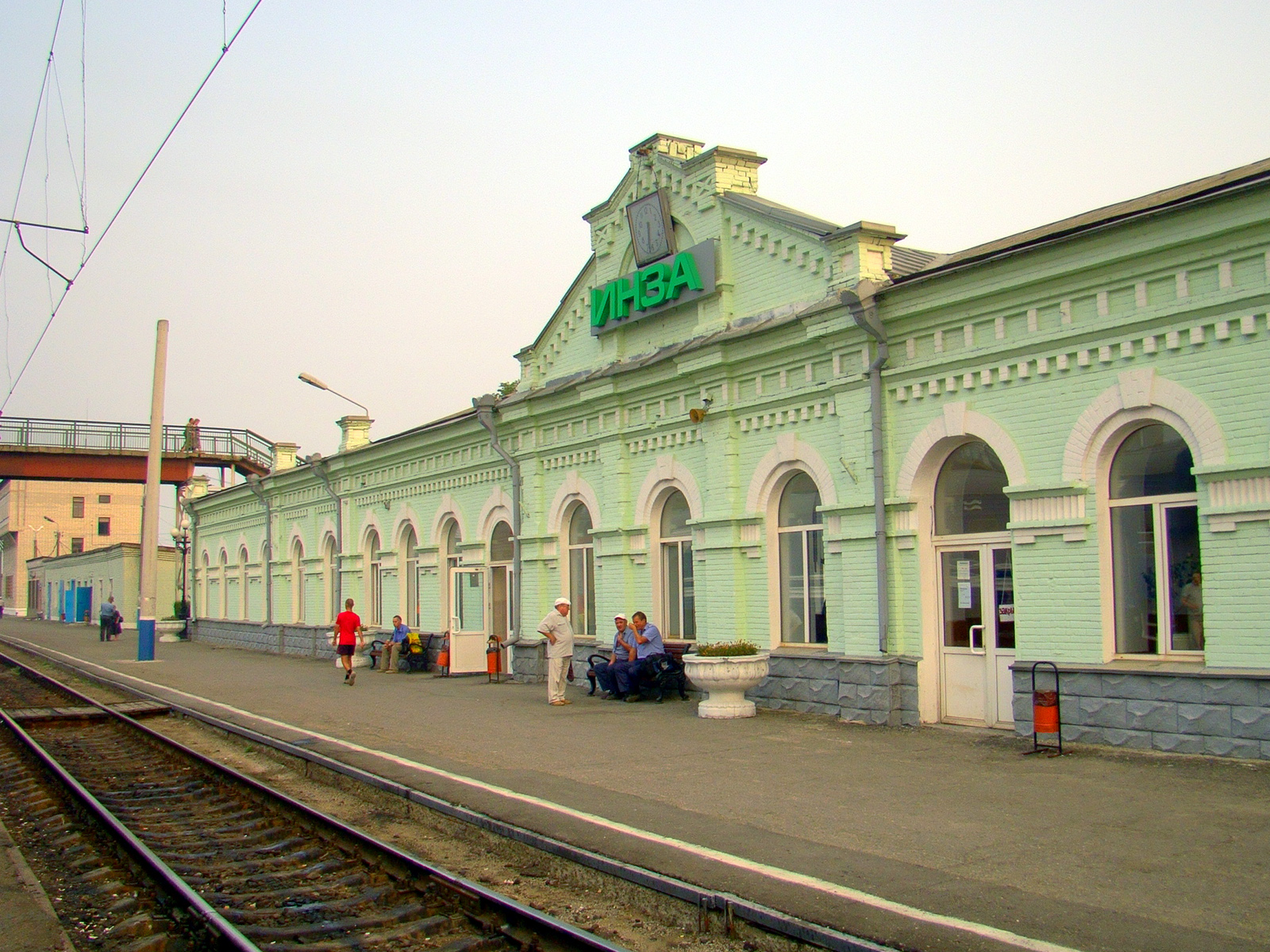
Инза
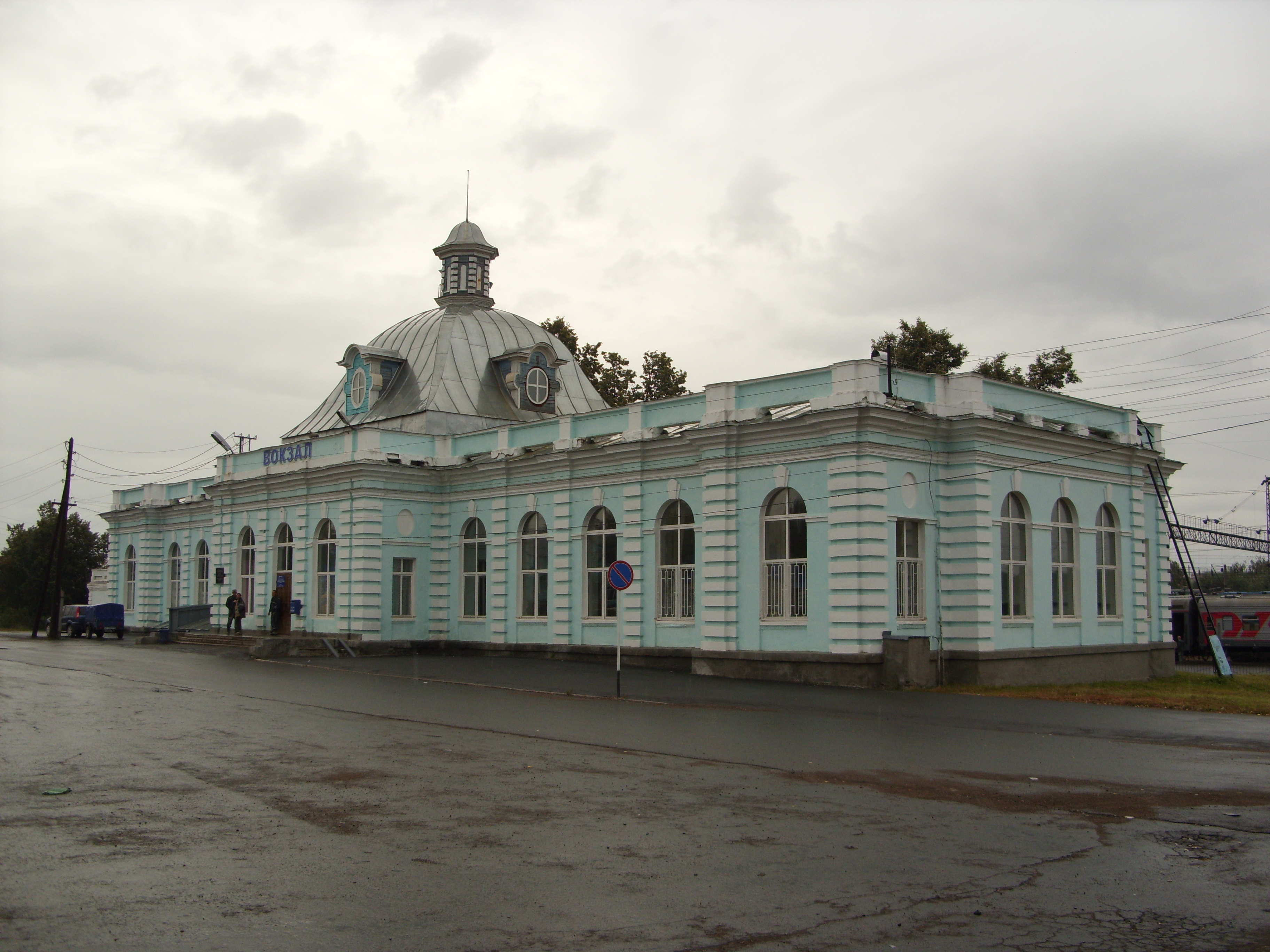
Красноуфимск
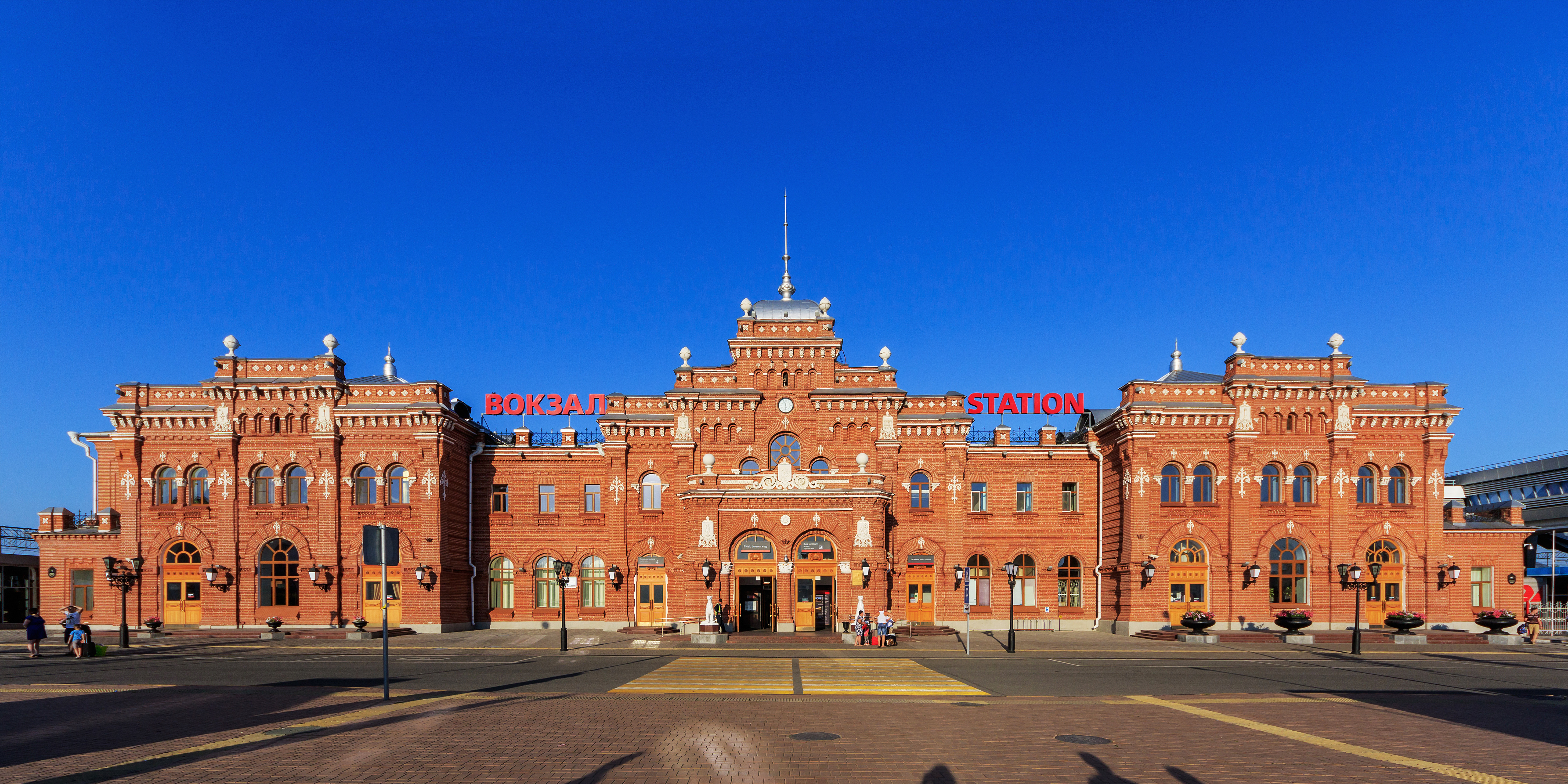
Казань